# Museo de Collares de Perro
El Museo de Collares de Perro (en inglés, The Dog Collar Museum) alberga una colección de más de 130 collares de perro. Abierto en 1977, es único en su tipo y está ubicado en Kent (Inglaterra). Anualmente recibe más de 500.000 visitantes.

## Origen de la colección
En 1977 Gertrude Hunt donó a la Leeds Castle Foundation una colección de sesenta collares, que iban desde el siglo XVI al XVII. Esto lo hizo en memoria a su marido John Hunt, el famoso historiador medieval; ambos habían dedicado gran parte de su vida a coleccionar diversos objetos, pero Gertrude tenía una predilección especial por los collares para perros. Desde esta donación la colección ha aumentado considerablemente, mediante otras donaciones o compras por parte del museo.

## Emplazamiento
Se encuentra en el Castillo de Leeds, más concretamente en un antiguo establo junto al foso. El propio castillo es un gran atrayente turístico, ya que se trata de un castillo del siglo XI; aparte del museo, cuenta con muchas otras atracciones tales como un laberinto, una gruta, un campo de golf y numerosos parques y jardines. 

## Colección
Cuenta con más de 130 collares de múltiples épocas: los más antiguos pertenecen al siglo XV, los cuales estaban hechos de hierro (normalmente español o alemán) y recubiertos con pinchos. Esto era debido a que se usaban para proteger a los perros pastores, que eran frecuentemente atacados por lobos y osos que vagaban por Europa en ese momento. 
A lo largo del siglo XVI se continuó con esta tradición (en el museo tienen ejemplos de ello), pero a partir del Barroco esto cambió: los collares se volvieron más decorativos que funcionales, decorándolos con ornamentaciones doradas, en metal y terciopelo; algunos de estos también incluían el escudo de armas de la familia a la que pertenecía el animal, y se añadían inscripciones o citas que eran significativas para el dueño/a.
De los siglos XVIII y XIX poseen algunos ejemplos de collares de plata, y los pertenecientes a los siglos XX y XXI están hechos con gomas, perlas y plástico.

## Piezas destacadas
- Collar español: es el más antiguo de la colección y está datado en 1495. Es muy grande y con pinchos porque perteneció a un mastín español, un perro utilizado para la caza.

- Collar del perro italiano: tiene grabado el escudo de armas de una familia, y aunque no se ha podido descubrir cuál es, podemos deducir que se trataba de una familia adinerada, ya que sólo la gente con mucho dinero podía permitirse un collar tan ricamente decorado.

- Collar de Reino Unido: hecho de oro, posee unos emblemas florales que representan a Irlanda, Escocia e Inglaterra, simbolizando a Reino Unido.

- Collar del Renacimiento: altamente detallado, elaborado y lujoso, nos muestra una vez más la alta cantidad de dinero que las familias más adineradas se gastaban en sus mascotas.